# Georgia Train and Equip Program

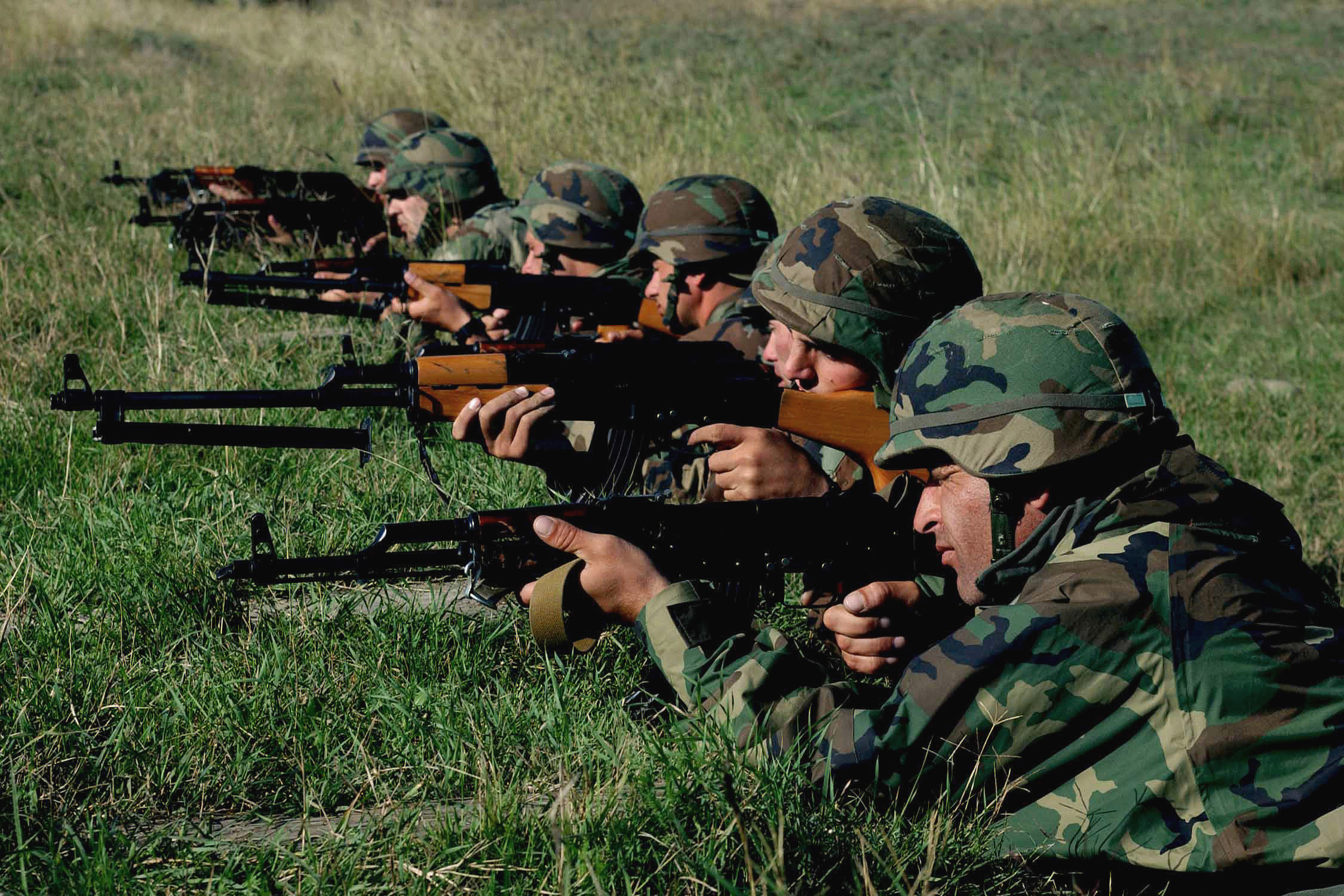
Le truppe georgiane in formazione nel mese di ottobre 2002

Il Georgia Train and Equip Program (GTEP) è stato un programma militare di 18 mesi, costato 64 milioni di dollari con lo scopo ad aumentare l'efficienza delle forze armate georgiane.
Il 27 febbraio 2002 i media americani riportarono la notizia che gli Stati Uniti avrebbe inviato circa duecento soldati delle Forze Speciali in Georgia per addestrare le truppe georgiane. Il programma fu promosso e attuato dal presidente Bush al fine di rispondere alla richiesta di assistenza del governo della Georgia per migliorare la sua capacità di lotta al terrorismo e affrontato la situazione nella Valle di Pankisi.